# هتان باهبری
هتان باهبری (عربی: هتان باهبري؛ زادهٔ ۱۶ ژوئیهٔ ۱۹۹۲) یک ورزشکار اهل عربستان سعودی است.
از باشگاه‌هایی که در آن بازی کرده‌است می‌توان به باشگاه فوتبال الاتحاد و باشگاه الهلال عربستان اشاره کرد.
وی همچنین در تیم‌های ملی فوتبال تیم ملی فوتبال زیر ۲۳ سال عربستان سعودی ۶ اوت ۲۰۱۲ بازی کرده‌است.
وهمچنین در تیم ملی فوتبال بزرگسالان عربستان سعودی که با پیراهن سبز شاهین‌ها در جام جهانی 2018 و جام ملتهای آسیا 2019 بازی و گل زنی کرد.